# Plectrocnemia okiensis
Plectrocnemia okiensis är en nattsländeart som beskrevs av Kobayashi 1987. Plectrocnemia okiensis ingår i släktet Plectrocnemia och familjen fångstnätnattsländor. Inga underarter finns listade i Catalogue of Life.